# Dracula fuligifera
Dracula fuligifera är en orkidéart som beskrevs av Carlyle August Luer. Dracula fuligifera ingår i släktet Dracula och familjen orkidéer. Inga underarter finns listade i Catalogue of Life.